# Grandjean (Charente-Maritime)
Grandjean település Franciaországban, Charente-Maritime megyében. Lakosainak száma 310 fő (2022. január 1.). Grandjean Fenioux, Mazeray, Saint-Savinien, Taillant, Taillebourg és Saint-Hilaire-de-Villefranche községekkel határos.

## Népesség
A település népességének változása:
| Lakosok száma | 267  | 211  | 224  | 246  | 273  | 285  | 300  | 310  | 315  | 310  |
|               | 1968 | 1982 | 1990 | 2006 | 2013 | 2015 | 2017 | 2019 | 2020 | 2022 |